# Peto nadstropje trinadstropne hiše
Mate Dolenc in Dimitrij Rupel sta leta 1972 izdala satirični roman Peto nadstropje trinadstropne hiše.

## Zgodba
Miškin stoji pri oddelku za svetovno književnost. V izložbi zagleda bel BMW. Na poti do stanovanja sreča Jurčiča, Tavčarja, Krpana, nejevoljnega Prešerna in Cankarja. Založba Starinska knjiga mu noče izplačati opravljenih delovnih ur. Vasiljke zato ne more peljati na kavo ali sok. V Mesingu sreča Zvoneta Šedlbauerja, pred govorilnico pa Iva Vajgla.
Miškin na kopališču sreča Vasiljko. Ona izgine, njega pa je strah, da jo je vzela Sava. Polono prosi za denar in teče za Vasiljko.
Miškin v Delu bere o slovenskem novinarju ter razmišlja o zobotrebcu in samomorilsko nagnjeni stari mami. Na vratih se pojavi Vasiljka. Ta ima 4 polbrate: Abartha, Adolfa, Ahmeda in Abrahama. Pod Miškinom živi Ahmedov nevarni dedek čika Jovica. Vasiljko opazuje Boris, zaljubljen, sramežljiv študent kemije. Zaradi študija je zelo srečen, po diplomi pa namerava zasnubiti Vasiljko. 
Vasiljka razmišlja o Miškinu in Borisu. Odide ven, se pritožuje nad poletjem in izgubi dežnik. Teče za njim po Titovi cesti ter povzroči 9 avtomobilskih trkov, med drugimi tudi Dimitriju Ruplu. Obiskat gre sestrično Jurko. Boris odide k maši. Želi si Vasiljke, a noče imeti spolnih odnosov pred diplomo. V kino gre gledat švedski film. Gleda gole, umorjene ženske in postane živčen. Doma pošlje vprašanje tedniku Antena o možni spolni bolezni zaradi gledanja golih deklet. Začne se učiti.
Miškin v Mesingu sreča Dimitrija Rupla, ki je iskal Frančka Rudolfa in Mateta Dolenca. Skupaj so pisali roman. Skozi okno vidi Polono in Boštjana Hladnika v BMW-ju.
Miškin se mora poročiti z Vasiljko. Hiti proti Magistratu. Ona joka pri Borisu. Ta jo želi potolažiti. V Mesingu Matjaž Turk plača Miškinu pivo. Miškin ob dveh popoldne bruha v avli Filozofske fakultete. Vidi ga le ena brucka. Prepiše se na stomatološko. Študentka Mija zbeži nazaj v Prekmurje. Vsi ideali o slovenski univerzi so ji padli v vodo. Nekdo izmed tovarišev v gostilni reče, da so umetniki nepraktični in neumni. Miškin pa pravi, da je umetnost življenje, umetniki pa žrtve svojih narodov. On sam je umetnina, okoli katere se vsi zbirajo. Roman traja 3 mesece. 
Miškin gre k Jurki na obisk. Abarth hoče z Miškinom, svojo punco, Zvonko, Fičem in Frančkom Rudolfom ukrasti avto. Odpeljejo se proti Vrhniki, si ogledajo Cankarjevo rojstno hišo, nato pa gredo k cerkvi pri sveti Trojici. Miškin med iskanjem žegnane vode pade v jamo. Fiču pade na glavo opeka. Drugi zbežijo do avta. Med vožnjo proti Ljubljani krvavi Fič prileze iz prtljažnika. Zaradi popraskanega avta oče Jurko kaznuje s tremi dnevi brez avtomobila. 
Jurka praznuje rojstni dan. Abarth zaupa Miškinu 4 možne intrige. Prvič, Miškin usodno razočara Jurko. Abarth jo bo tolažil. Ko se bo vanj zaljubila, ji bo rekel, da razmišlja o vključitvi v samostan. Drugič, Abarth pove Jurki za Miškinovo intrigo. Abarth bo hodil k Jurki na obisk, da se bo vanj zaljubila. Tretjič, Jurka se sama od sebe zaljubi v Abartha. Četrtič, Abarth se nastavi vlaku. Nekaj prijateljev se bo »slučajno« sprehajalo mimo proti Študentskemu domu. Abartha bodo rešili, Miškin pa naj Jurki vzbudi slabo vest. Vlak odide ob 23. 15. Jurka ponudi Miškinu konjak. Zaradi poljubljanja Jurke pozabi na Abartha. Tega povozi vlak.
Abarthov pogreb je bil veličasten. Po govorih pevski zbor Tine Rožanc zapoje nekaj domoljubnih pesmi. 
Miškin, Boris, Fič in Adolf izkopljejo Abarthovo krsto. S člani benda Logaritmi gredo v Jurkino klet. Jurka je v sedmem mesecu nosečnosti. Višek dogodka je odprtje krste. Ob treh popoldne pridejo miličniki. Edini trezen je bil Račnik. V mestu pride do velikega škandala. 
Osrednji časnik Delo je objavil članek z naslovom Izkopali so jo, ki so ga podpisali Primož Žagar, Aleksander Lucu, Borut Čontala. Tone Fornezzi je napisal obširno reportažo o razuzdanih intelektualcih. 
Miškin se poboljša in se hoče poročiti z Vasiljko. Opravljali so, da je Velika Britanija napovedala vojno Jugoslaviji. Beatli naj bi prišli na Abarthov pogreb, ki je bil sam pravzaprav Paul McCartney. Boris je kmalu umrl za vnetjem srčnih zaklopk. 
Višja šola za obrambo religije je poskušala vstopiti v stik z avtorjema romana Peto nadstropje trinadstropne hiše in jima posredovati neka usodna naročila. Poročati sta morala o slovenskem kulturnem škandalu, o znani invaziji belih konj pred skupščino. 
Miškinu se je skvaril pisalni stroj, dobil je bolezen »ometni nahod« zaradi prahu. Jurka je v konjskem potresu izgubila življenje. Živi so ostali le negativni tipi iz zgodbe (med njimi avtorja). Čika Jovica je od tresenja oglušel. Propadle naj bi črke Č, Ž in Š zaradi odpadlih strešic. Miškin se je preselil v šesto nadstropje hiše, o tem pa bo govor v novem romanu teh dveh avtorjev skupaj z Aleksandrom Solženicinom.

## Kritika in literarna zgodovina
- Emica Antončič. Prvine prenavljanja v slovenskem modernističnem romanu.[mrtva povezava] (1982) [Diplomsko delo].
- Andrej Inkret. Spomini na branje. Maribor: Obzorja, 1977. 95.
- Miha Kovač. Peto nadstropje trinadstropne hiše. Dnevnik 26. januarja 2002 (nazadnje spremenjeno 12. julija 2006). — članek ne govori o romanu, ampak polemizira z Ruplovimi političnimi stališči in izjavami.
- Milena Potočnik. Pregled humoristične pripovedne proze od 1965 do 1975. Arhivirano 2016-03-04 na Wayback Machine. [Diplomsko delo].
- Milena Skačej. Pripovedništvo Mateta Dolenca. [Diplomsko delo]. (COBISS)
- Mirjam Stanonik-Kranjc. Pripovedna proza Mateta Dolenca. (1990) [Diplomsko delo]. (COBISS)
- Uroš Zupan. Ali je zabavno pritiskati na "socializem", pa vam ven pride "solata"? Ob 40-letnici knjige Peto nadstropje trinadstropne hiše. Dnevnik 22. septembra 2012 (nazadnje spremenjeno 29. oktobra 2012).